# Amphineurus (Amphineurus) extraordinarius
Amphineurus (Amphineurus) extraordinarius is een tweevleugelige uit de familie steltmuggen (Limoniidae). De soort komt voor in het Neotropisch gebied.